# Hallenburg Disternich

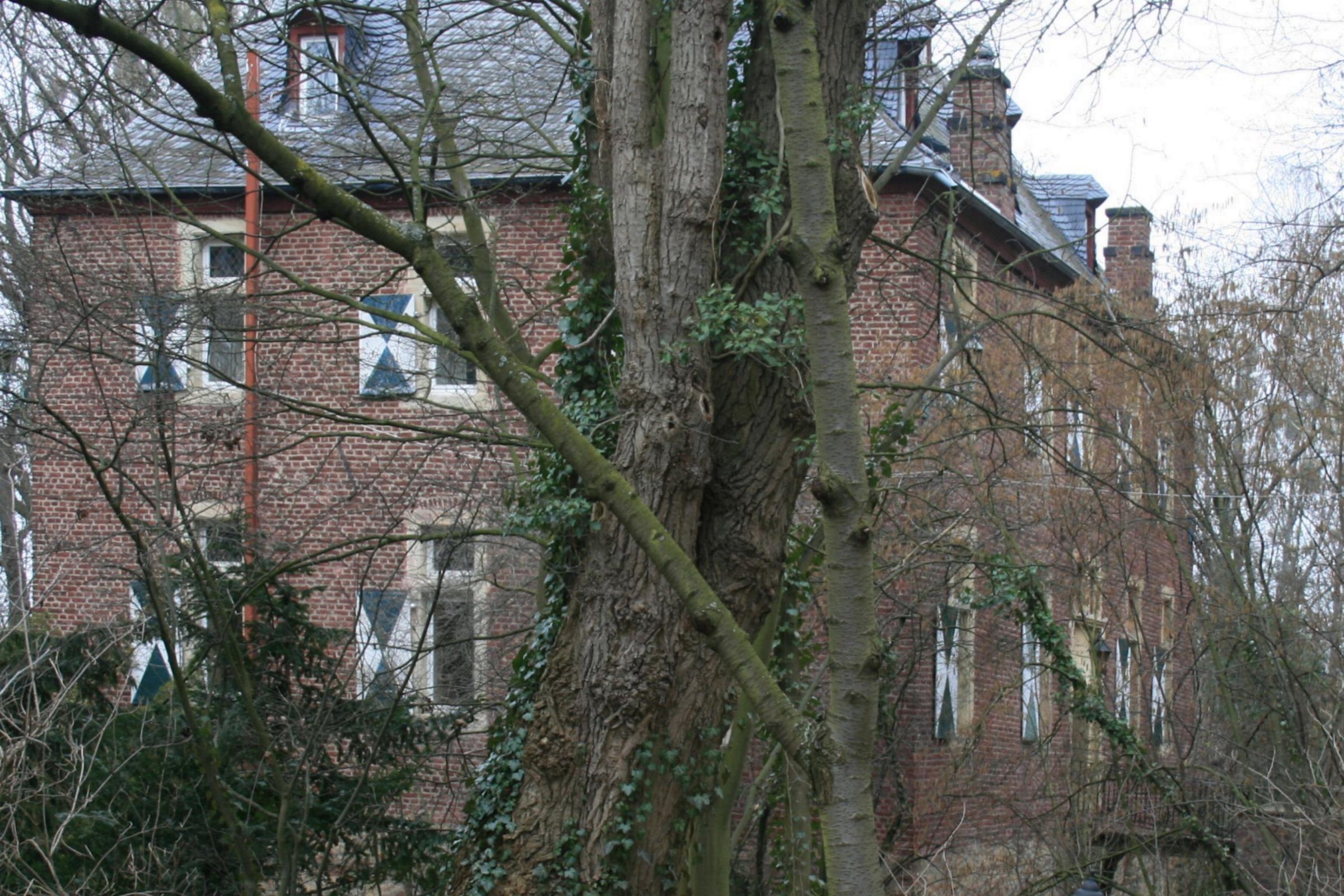
Das Herrenhaus der Hallenburg

Die Hallenburg ist eine Wasserburg im Ortsteil Disternich der nordrhein-westfälischen Gemeinde Vettweiß im Kreis Düren. Sie erhielt ihren Namen nach dem Geschlecht von Efferen, genannt Hall, das im 16. Jahrhundert das noch heute erhaltene Hauptgebäude aus Backstein errichten ließ.
Die Anlage steht seit dem 30. September 1986 unter Denkmalschutz.

## Beschreibung
Von der ehemals zweiteiligen Burganlage ist an originaler Bausubstanz heute nur noch das Herrenhaus aus dem 16. Jahrhundert erhalten. Der Bau folgt dem mittelalterlichen Typ des Wohnturmes, ist aber nicht mehr sonderlich auf Verteidigung ausgerichtet. Das nahezu quadratische Gebäude aus Backstein steht, von einem Wassergraben umgeben, auf einer leicht erhöhten Insel. Seine zwei Stockwerke erheben sich auf einem hohen Sockelgeschoss aus Bruchstein. Die zum Hof zeigende Langseite ist durch Querstockfenster in fünf Achsen geteilt, während die kürzeren Querseiten drei Achsen besitzen. Die Fenster sind von Gewänden aus hellem Sandstein eingefasst und besitzen blau-weiße Fensterläden. In der Mittelachse der Hoffront befindet sich in der Blende der einstigen Zugbrücke das kleine Rundbogenportal, zu dem eine schmale Brücke über den Graben führt. Darüber sitzt ein zweiteiliges Oberlicht. Das Gebäude ist von einem hohen Walmdach mit kleinen Gauben abgeschlossen, das von zwei Wetterfahnen bekrönt ist. Es bietet etwa 420 Quadratmeter Wohn- und Nutzfläche. Im Inneren ist die Bausubstanz erheblich überarbeitet und kaum noch im Originalzustand erhalten. Zu den Ausnahmen zählt das Kellergewölbe. Zu den modern ausgestatteten Räumen zählen ein großzügiges Vestibül und der sogenannte Marmorsaal im Erdgeschoss sowie eine Bibliothek und sieben Schlafzimmer im Obergeschoss.
Östlich des Hauptgebäudes steht ein langgestreckter, zweigeschossiger Backsteinbau, der als Bürogebäude nach den Plänen Manfred Langenbricks errichtet worden ist. Es steht auf dem Fundament des ehemaligen Südflügels der Vorburg und bietet rund 790 Quadratmeter Früher war die Vorburg von einem eigenen Wassergraben umgeben und stammte aus dem 18. Jahrhundert. Während der östliche Trakt aus Fachwerk als Scheune genutzt wurde, war der rechtwinkelig anstoßende, südliche Backsteinflügel ein Stall, der durch Maueranker in das Jahr 1793 datiert werden konnte. Seine korbbogigen Torbögen waren bereits zu Beginn des 20. Jahrhunderts zugemauert. In der Mitte des Flügels befand sich ein Hausteinportal mit schlichtem, darüberliegendem Dreiecksgiebel. Durch Kriegszerstörung ist von den Wirtschaftsgebäuden heute jedoch nichts mehr erhalten.
Die Burggebäude stehen inmitten eines 100,00 Quadratmeter großen Parks, der von hohen Pappeln gesäumt ist.

## Geschichte

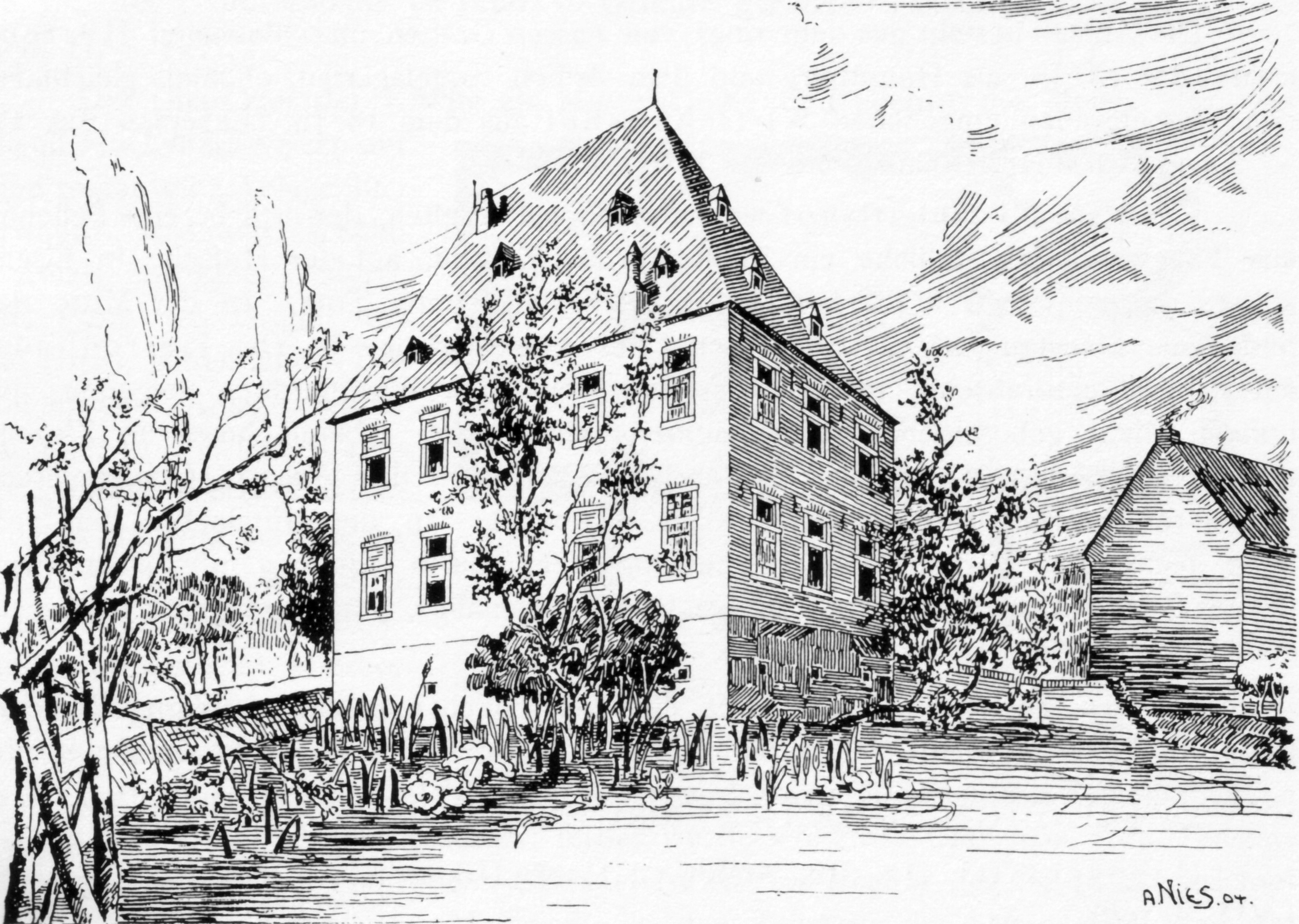
Zeichnung der Hallenburg im Jahr 1904 von Albert Nies

Schon seit dem 13. Jahrhundert nannte sich eine jülichsche Ministerialenfamilie nach Disternich. Sie fand 1217 mit Euerardus de Disternich erstmals urkundlich Erwähnung. Dessen Nachfahre Engelbert von Disternich stellte seine Burg am 7. Januar 1288 dem Jülicher Grafen Walram gegen eine Zahlung von 40 Mark kölnischer Denare als Offenhaus zur Verfügung. Im 14. Jahrhundert waren die Rost von Disternich alleinige Besitzer. Vielleicht noch im selben Jahrhundert kam die Anlage durch Kauf an die Familie von dem Bongart. Nach dem Tod Daem (Adam) von dem Bongarts zwischen 1522 und 1524 erbte seine Schwester Katharina den Besitz und brachte ihn ihrem Mann Adolf von Efferen, genannt Hall, zu. Von dessen Familie, die im 16. Jahrhundert die heutige Kernburg errichtete, ist der Name der Burg abgeleitet.
Im 17. Jahrhundert kam die Hallenburg durch Heirat in den Mitbesitz der Familie von Colyn. Gerhard von Efferen und Johann Georg von Colyn verkauften die Niederungsburg im Jahr 1670 an Heinrich von Groote. Gewisse Besitzansprüche scheinen aber bei den beiden Familien verblieben zu sein, denn 1707 sind Heinrich von Groote, der Graf von Efferen und Adolf Georg von Colyn gemeinsame Besitzer, wobei der Grootsche Anteil mit 4/5 den Löwenanteil ausmachte. Er kam durch Heirat an Rudolf Adolf von Geyr zu Schloss Müddersheim.
1719 erwarb das Kölner Stift St. Maria im Kapitol das Anwesen und belehnte die Familie von Wendt damit. Ihr folgten als Lehensträger die Familien von Fürstenberg, Waldbott von Bassenheim und Beissel von Gymnich. Nach der Säkularisation während der napoleonischen Zeit wurde die Familie Frohn Besitzerin und behielt es bis zum Jahr 1857. Ihr folgten als Eigentümer die Familie des Gutsbesitzers Ferdinand Esser, 1964 der „Burgenkönig“ Herbert Hillebrand und seine Svenja Hillebrand. Für Hillebrand war dies die erste Burg, die er kaufte. Lange Jahre wohnte er dort mit seiner Familie. Hillebrand ließ das Herrenhaus Anfang der 1970er Jahre sanieren und auf den Grundmauern der im Zweiten Weltkrieg zerstörten Vorburg ein Bürogebäude errichten. Nach jahrelangem Leerstand ist im Dezember 2017 die Burg verkauft worden. Sie wird seitdem als Wohngemeinschaft genutzt.